# ۴ روز بیرون
۴ روز بیرون نهمین قسمت از فصل دوم سریال تلویزیونی آمریکایی بریکینگ بد است. این قسمت توسط سم کاتلین نوشته شده و توسط میشل مک‌لارن کارگردانی شده‌است.

## داستان
والتر وایت به همراه خانواده‌اش به بیمارستان می‌رود تا از نتایج شیمی درمانی مطلع شود. به او گفته می‌شود که نتایج آزمایش تا یک هفته آماده نمی‌شود، اما با دیدن اسکن از ریه‌های خود متوجه رشد برجسته‌ای می‌شود. با این باور که زمان کمی برای او باقی مانده‌است، و متوجه می‌شود که هزینه‌های اخیر و هزینه‌های سال گودمن برای پول‌شویی چیزی برای او باقی نمی‌گذارد که به خانواده‌اش بدهد، تصمیم می‌گیرد چند روز را صرف تولید کند. او جسی پینکمن را تحت فشار قرار می‌دهد تا به او بپیوندد، به این بهانه واهی که عرضه متیل آمین آنها به زودی خراب می‌شود. والت به اسکایلر می‌گوید که به دیدن مادرش می‌رود تا بهانه‌ای برای تولید با جسی باشد.
در محل آشپزی در بیابان، جسی کلیدهای کاروان را در سوئیچ احتراق می‌گذارد، غافل از اینکه باتری را خالی می‌کند. پس از چند روز پخت و پز، والت تخمین می‌زند که آن‌ها نزدیک به ۱٫۲ میلیون دلار مت‌آمفتامین دارند. در حالی که ژنراتور قابل‌حمل خود بدون بنزین است، جسی والت را متقاعد می‌کند که استراحت کند و یک هتل برای شب پیدا کند، اما وقتی آنها برای راه‌اندازی کاروان می‌روند، متوجه می‌شوند باتری تمام شده‌است.
آنها بنزین را از کاروان به ژنراتور می‌ریزند تا آن را پرش کنند، اما سوخت ریخته شده روی ژنراتور آتش می‌گیرد و جسی از تمام آب آشامیدنی خود برای خاموش کردن آن استفاده می‌کند. جسی پیشنهاد می‌کند که با اسکینی پیت تماس بگیرند و از تلفن همراه والت کمک بگیرند. علیرغم خطر کشف این موضوع در مشاهده سوابق تلفن همراهش توسط اسکایلر وایت، والت به جسی اجازه می‌دهد تا تماس برقرار کند. وقتی اسکینی پیت نمی‌رسد، دوباره با او تماس می‌گیرند و متوجه می‌شوند که قبل از اینکه تلفن قطع شود، از مسیرها دور است. والتر با چرخاندن دستی میل لنگ ژنراتور تلاش می‌کند تا باتری کاروان را به صورت قطره‌ای شارژ کند. هنگامی که او شروع به ناامیدی می‌کند، جسی سعی می‌کند او را بیدار کند و این الهام بخش والت می‌شود تا از موادی که در دست دارند باتری بسازد. باتری موقت قدرت کافی برای راه اندازی کاروان را فراهم می‌کند و آنها می‌توانند به البوکرکی بازگردند.
والت و خانواده‌اش هفته بعد نزد دکتر برمی‌گردند و متوجه می‌شوند که سرطان والت در حال بهبودی است و تومور او ۸۰ درصد کوچک شده‌است. «رشدی» که والت مشاهده کرد، بافت ملتهب ریه او بود و پارگی مری او باعث سرفه خونی او شد، اما قابل درمان است. خانواده والت به وجد آمده‌اند، اما والت، به‌طور خصوصی، یک طغیان خشونت‌آمیز دارد.

## تولید
کارگردانی این قسمت توسط میشل مک‌لارن و نویسندگی سم کاتلین بود. در ۳ مه ۲۰۰۹ از شبکه ای‌ام‌سی در ایالات متحده و کانادا پخش شد.

## پذیرش انتقادی
امیلی اس.تی. جیمز افزود که این قسمت به ساخت جهانی سریال ادامه داد و آن را با سریالهایی مانند شنود و سوپرانوز مقایسه کرد و گفت: «بهترین سریال‌های تلویزیونی سرشار از وسعت و عمق کل زندگی انسان هستند.» آلن سپین وال نیز همین احساس را داشت و نوشت: «تصویر پس از تصویر- نور نارنجی درخشان صحرا، رنگ آبی خنک مواد شیمیایی که با هم مخلوط می‌شوند، تابلوهای کاروان که در چمن‌های بلند استراحت می‌کنند یا والت و جسی در حال لذت بردن از هوای شب بعد از آن. یک روز کاری سخت - کاملاً زیبا به نظر می‌رسید.» دونا بومن، از ای.وی. کلاب، به اپیزود نمره A داد. او اپیزود را به دلیل برجسته کردن توانایی شخصیت‌ها در عمل تحت فشار تحسین کرد.
رینگر «۴ روز بیرون» را به عنوان بیست و هفتمین بهترین قسمت از ۶۲ قسمت برکینگ بد قرار داد.